# Microregiunea Tapolca
Microregiunea Tapolca (în maghiară Tapolcai kistérség) a fost o microregiune statistică (kistérség) din județul Veszprém, Ungaria.
Cu o populație de 33.901 locuitori și o suprafață de 540,3 km2, aceasta a existat până în 2014, când în Ungaria, microregiunile ”kistérségek” au fost înlocuite de districte (járások).